# (17123) 1999 JQ63
A (17123) 1999 JQ63 a Naprendszer kisbolygóövében található aszteroida. A LINEAR projekt keretében fedezték fel 1999. május 10-én.